# 阿爾貝特斯隆
阿爾貝特斯隆（丹麥語：Albertslund）是丹麥西蘭島上阿爾貝特斯隆市鎮的城区。位于哥本哈根市中心以西15公里，人口约为3万。阿尔伯茨隆德的建築主要由以色列建筑师雅各布·吉尔在20世纪60年代至70年代建造。